# Leandro Euzébio
Leandro da Fonseca Euzébio, mais conhecido como Leandro Euzébio (Cabo Frio, 18 de agosto de 1981), é um ex-futebolista brasileiro que atuava como zagueiro. 

## Carreira

### Fluminense
Leandro Euzébio chegou ao Fluminense depois de fazer um bom campeonato pelo Goiás em 2009. Por causa da oportunidade, a emoção tomou conta do zagueiro. Ao se apresentar, disse estar realizando um sonho do já falecido pai.
Porém, esta não foi a primeira vez que o zagueiro vestiu a camisa tricolor. Formado nas divisões de base, Leandro Euzébio foi transferido do clube em 2000.
Ao retornar, dez anos depois, formou ao lado de Gum a zaga menos vazada do Campeonato Brasileiro de 2010.
Leandro Euzébio fez um gol em 27 de fevereiro de 2012, dando o empate de 1 a 1 contra o Botafogo na semi-final do Campeonato Carioca, levando a disputa para os pênaltis e vencido pelo Fluminense por 4 a 3. Fez outro gol decisivo contra o Internacional vencida pelo Fluminense de virada por 2 a 1.[carece de fontes?] Com gols de Leandro Damião para o Inter e Fred para o Fluminense.
Em 20 de maio de 2012, Leandro Euzébio marcou o único gol na vitória do Fluminense sobre o Corinthians por 1 a 0 valendo a 1ª do Campeonato Brasileiro. Fez outro gol contra o Náutico em 22 de setembro, seu time venceu o jogo por 2 a 1 com gol de Fred e gol de Kim para o Náutico no final do jogo. Sofreu um lesão que deixou Leandro fora dos campos por 40 dias e Digão entrou na sua vaga.
Fez um gol pelo Fluminense em sua estréia no ano de 2013 contra o Olaria em 24 de janeiro. Sentiu dores no tornozelo após a partida contra o Huachipato em 27 de janeiro de 2013, e ficou fora do clássico contra o Vasco no sábado dia 2 de março. Nas oitavas de final da Copa Libertadores contra o Emelec no Equador onde saiu derrotado por 2 a 1 sendo que o primeiro gol do Emelec foi contra do Leandro Euzébio e aos 40 minutos fez um Pênalti. Dando assim a vitória ao Emelec

## Títulos
Bonsucesso
- Campeonato Carioca - Terceira Divisão: 2003

Cruzeiro
- Campeonato Mineiro: 2006

Fluminense
- Campeonato Brasileiro: 2010; 2012
- Taça Guanabara: 2012
- Campeonato Carioca: 2012